# De Havilland Express
De Havilland Express, také známý jako de Havilland DH.86, byl čtyřmotorový osobní letoun vyráběný společností de Havilland Aircraft Company v letech 1934 až 1937, který byl poháněn pístovými motory. Hlavními provozovateli tohoto typu letadla byly Qantas, Royal Australian Air Force a BOAC.

## Specifikace

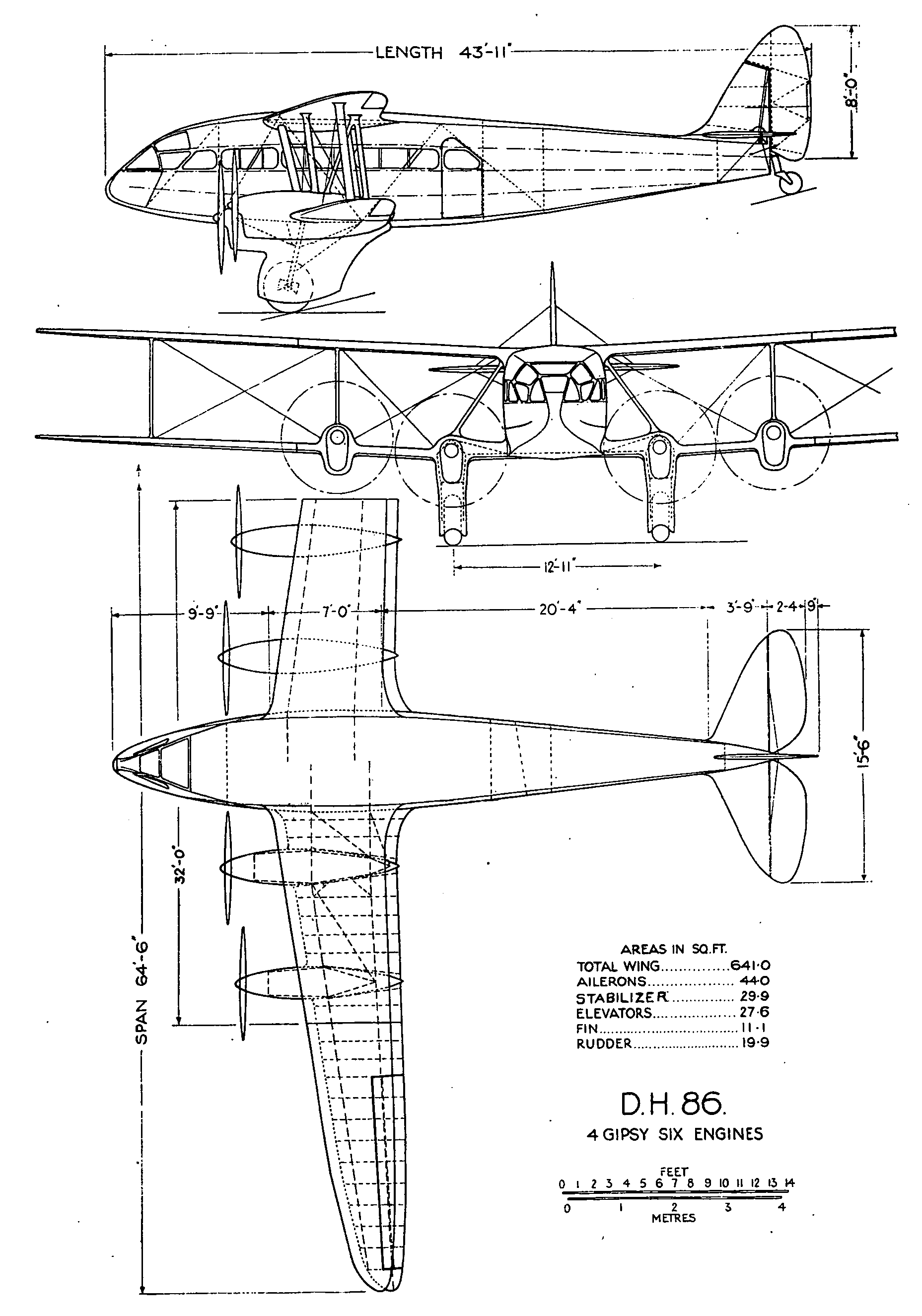
Třípohledový nákres

### Technické údaje
- Posádka: 2 (pilot a druhý pilot)
- Kapacita: 10–16 cestujících
- Délka: 46 stop a 1,25 palce (14,0526 m)
- Rozpětí: 19,66 m (64 ft 6 in)
- Výška: 3,96 m (13 ft 0 in)
- Nosná plocha: 641 stop čtverečních (59,6 m²)
- Štíhlost křídla: 12,3
- Profil křídla: RAF 34
- Prázdná hmotnost: 6 140 lb (2 785 kg)
- Maximální hmotnost: 10 250 lb (4 649 kg)
- Kapacita paliva: 1 145 imp gal (1 375 US gal; 5 205 l) ve dvou podvozkových nádržích.
- Pohonná jednotka: 4 ×  vzduchem chlazený invertní šestiválcový řadový motor de Havilland Gipsy Six I, každý o výkonu 200 k (150 kW)
- Vrtule: dvoulisté vrtule s pevným stoupáním

### Výkony
- Maximální rychlost: 166 mph (267 km/h, 144 kn) na úrovni moře
- Cestovní rychlost: 142 mph (229 km/h, 123 kn) ve výšce 1 000 stop (305 m)
- Dolet: 760 mil (1 220 km, 660 nmi)
- Praktický dostup: 17 400 ft (5 300 m)
- Maximální dostup: 19 500 ft (5 944 m)
- Maximální dostup s jedním nepracujícím motorem: 13 000 ft (3 962 m)
- Maximální dostup se dvěma nepracujícími motory: 2 000-4 000 ft (610-1 219 m) v závislosti na kombinaci.
- Stoupavost: 925 ft/min (4,70 m/s)
- Výstup do výšky:
  - 5 000 ft (1 524 m) za 6 minut a 30 sekund.
  - 10 000 stop (3 048 m) za 15 minut